# Jodi (Georgia)
Jodi (en georgiano: ხოდი) o Jod (en osetio: Ход) es una aldea que pertenece a la parcialmente reconocida República de Osetia del Sur, parte del distrito de Tsjinval, aunque de iure pertenece al municipio de Kurta de la región de Iberia Interior de Georgia.

## Geografía
Jodi se encuentra en el lado izquierdo del río Tiliani, a 9 km de Tsjinvali. La aldea se administra desde el pueblo de Jetagurovi. 

## Historia
Según la división administrativa de la República Socialista Soviética de Georgia, formó parte del Óblast Autónomo de Osetia del Sur desde 1922. De 1922 a 1990, formó parte del distrito de Tsjinval del óblast autónomo de Osetia del Sur. De 1990 a 2006, formó parte del raión de Kareli y, desde 2006, forma parte del municipio de Kurta.

## Demografía
La evolución demográfica de Jodi entre 1916 y 2015 fue la siguiente:
| 286                                                      | 177 | 142 | 77 | 58 | 71 | 94 |
| (Fuente: Population of South Ossetia since Soviet times) |     |     |    |    |    |    |

Según el censo soviético de 1959, la mayoría de la población local eran osetios.